# Witchfynde
Witchfynde es un grupo inglés de heavy metal formado en 1974, animadores de la escena conocida como Nueva ola del heavy metal británico, a principio de los años 80.

## Carrera
Witchfynde se forma en 1974 en Derbyshire, con Richard Blower (bajo), y Neil Harvey (voz), Blower descubrió a un guitarrista que se hacía llamar Montalo (nombre real Trevor Taylor), quien tocaba en un grupo llamado Atiofel, a quien invita a unírseles.
En 1975 Blower abandona la formación, y Montalo toma el control reformando la alineación, con Andro Coulton en bajo y Gra Scoresby en batería, a quienes se uniría el vocalista Steve Bridges.
La banda edita un primer sencillo, Give 'em Hell en 1979, y acto seguido un LP bajo el mismo título, en 1980, por intermedio del sello Rondelet, disco que incorporaba el satanismo como temática, y el cual recibe cierta difusión en el programa "Friday Night Rock Show", de BBC1.
La banda adquiere cierto nombre al girar por Inglaterra, abriendo para Def Leppard durante el verano de 1980.
Hacia fines de ese mismo año aparece el segundo álbum, Stagefright, que incorpora elementos del rock progresivo, Andro Coulton es reemplazado por el bajista Pete Surgey, y Steve Bridges, por el cantante Luther Beltz, a partir de ahí también dan por terminado su contrato con la casa Rondelet.
Ya con Beltz y Surgey graban Cloak and Dagger, tercer disco que es lanzado en 1983 por el pequeño sello Expulsion, el cual entra en bancarrota al poco tiempo.
En 1984 son fichados por el sello belga Mausoleum Records, a través del cual editan su cuarto larga duración, Lords of Sin, no obstante Pete Surgey se aleja de la banda, siendo reemplazado por Edd Wolfe, quien a su vez es reemplazado por Al Short.
Los constantes vaivenes en la alineación, sumados a las malas críticas que el álbum recibe por parte de la prensa especializada, y finalmente al quiebre de Mausoleum, los empuja a la separación.
Quince años más tarde, en 1999, Montalo, Gra Scoresby y Luther Beltz comienzan a considerar la posibilidad de una reunión, en parte alentados por la edición de un CD que compilaba la carrera del grupo: Best of Witchfynde, el cual obtuvo buenas ventas.
Pete Surgey también se les unió, aunque durante los ensayos, el cantante Luther Beltz decidió no continuar, siendo reemplazado por Harry Harrison, un fan de la banda de toda la vida, quien fue presentado por Surgey.
Finalmente el grupo empezó a trabajar en un quinto álbum, el cual vio la luz en 2001, mediante el sello Edgy Records, y que se tituló The Witching Hour.
Witchfynde lanzaron su sexto álbum Play It to Death en 2008, una vez más con Harry Harrison en voces, aunque éste tuvo que abandonar el grupo, dado su mal estado de salud, lo que marcó el regreso de Luther Beltz, con quien lanzan el directo Royal William Live Sacrifice en 2011.

## Discografía
- Give 'em Hell - Rondelet, 1980
- Stagefright - Rondelet, 1980
- Cloak and Dagger - Expulsion, 1983
- Lords of Sin (venía acompañado del EP Anthems) - Mausoleum, 1984
- The Witching Hour - Neat, 2001
- Play It to Death - Neat, 2008
- Royal William Live Sacrifice (directo) - Neat, 2011